# Temelucha marylandica
Temelucha marylandica är en stekelart som beskrevs av Dasch 1979. Temelucha marylandica ingår i släktet Temelucha och familjen brokparasitsteklar. Inga underarter finns listade i Catalogue of Life.